# 潘氏闭壳龟
潘氏闭壳龟（学名：Cuora pani）为龟科闭壳龟属的爬行动物。分布於中國中部省份陝西，四川和湖北，多见于稻田旁的水沟中。其生存的海拔上限为420米。该物种的模式产地在陕西平利徐家坝。